# Biała Pilska
Biała Pilska – przystanek osobowy w Wapniarni Pierwszej, w województwie wielkopolskim, w Polsce. Znajduje się na linii nr 203. Tczew - Küstrin Kietz.

## Ruch pasażerski
| Rok  | Wymiana pasażerska na dobę |
| ---- | -------------------------- |
| 2017 | 0-9                        |
| 2022 | 0-9                        |

## Połączenia
- Chojnice
- Krzyż
- Piła Główna